# 관북여지도
관북여지도(關北輿地圖)는 부산광역시 서구 동아대학교 석당박물관에 있는 1738년(영조 14)～1753년(영조 31) 사이에 제작된 것으로 추정되는 1첩의 지도집으로, 조선시대 관북(關北) 지방인 함경도 마을과 군사적 요충지를 그린 것이다. 2020년 2월 27일 대한민국의 보물 제2061호로 지정되었다.

## 지정 사유
보물 제2061호 '관북여지도(關北輿地圖)'는 표기된 지리와 표현방식 등으로 보아 1738년(영조 14)～1753년(영조 31) 사이에 제작된 것으로 추정되는 1첩의 지도집으로, 조선시대 관북(關北) 지방인 함경도 마을과 군사적 요충지를 그린 것이다.
'관북여지도'는 1719년 함경남도병마절도사 이삼(李森, 1677～1735)의 지시로 제작된 함경도 지도집의 계보를 잇고 있는 작품으로, 조선과 청나라 정계(定界)를 전후로 함경도 지방 방어에 대한 높아진 관심을 잘 보여주고 있다.
각 면마다 회화식으로 자세하게 표현되었고, 여백에 한양으로부터의 거리, 호구수(戶口數), 군사수(軍士數), 역원(驛院) 등 지리적인 내용이 상세하게 기록되어 있다. 또한 1678년(숙종 4)의 무오식년(戊午式年)의 호구가 등재된 점, 숙종 1684년(숙종 10)에 도호부로 승격된 병마첨사의 무산진(茂山鎭)이 그려진 점, 숙종 38년(1712) 세워진 정계비(定界碑)가 지도에 나타나지 않는 점 등 제작시기를 추정할 수 있는 단서가 곳곳에 그려져 있다.
'관북여지도'의 가장 두드러진 특징은 봉수(烽燧) 사이의 연락 관계를 실선으로 직접 표시했다는 점이다. 이는 다른 함경도 지도 뿐 아니라 기타 지방지도에서도 확인되지 않는 참신하고 새로운 방식이다. 아울러 봉수 간의 거리를 수치로 제시함으로써 이용자의 편의를 극대화하였다. 화사한 채색의 사용, 산세에 드러나는 준법(皴法), 강에 표현된 물결 등은 도화서 화원의 솜씨로 봐도 전혀 손색이 없을 정도로 회화적 수준 또한 높다.
이러한 점으로 보아 보물 제2061호 '관북여지도'는 현존하는 북방의 관방 군현지도 중 완성도가 가장 뛰어나고 보존상태도 매우 좋다. 또한 함경도와 야인(野人) 지역을 구분하거나, 봉화망과 봉화봉 간의 거리 등을 상세하게 기록한 점, 봉화(烽火)의 신호법 등을 자세하게 표시했다는 점에서 조선시대 지도발달사를 잘 보여주고 있으며, 현존하는 '관북여지도' 중 가장 우수한 작품이므로 보물로서 지정가치가 인정된다.

## 참고 자료
- 관북여지도 - 국가유산청 국가유산포털